# 千代田邦夫
千代田 邦夫（ちよだ くにお、1944年1月2日 - ）は、日本の会計学者、立命館大学名誉教授、早稲田大学特任教授。
公認会計士で、2013年公認会計士・監査審査会会長。

## 来歴
埼玉県生まれ。埼玉県立熊谷高等学校をへて、1966年早稲田大学第一商学部卒業。1968年同大学大学院商学研究科修士課程修了。
鹿児島経済大学講師・助教授、1976年立命館大学経営学部助教授、1984年立命館大学教授。
1986年「アメリカ監査制度発達史」で立命館大学経営学博士。1999年経営学部長、のち名誉教授。
2009年熊本学園大学会計専門職研究科教授、2012年早稲田大学大学院会計研究科教授。2015年特任教授。
1995年『アメリカ監査論』で日経・経済図書文化賞受賞。

## 著書
- 『アメリカ監査制度発達史』中央経済社 1984
- 『公認会計士 あるプロフェッショナル100年の闘い』文理閣 1987
- 『アメリカ監査論 マルチディメンショナル・アプローチ&リスク・アプローチ』中央経済社 1994
- 『会計学入門 会計・税務・監査の基礎を学ぶ』中央経済社 1996
- 『公認会計士第2次試験論文式問題集監査』ほうしょう出版 1996
- 『監査論の基礎』税務経理協会 現代会計学の基礎 1998
- 『課長の会計道』中央経済社 2004
- 『現代会計監査論』税務経理協会 2006
- 『貸借対照表監査研究』中央経済社 2008
- 『監査役に何ができるか』中央経済社 2011
- 『闘う公認会計士 アメリカにおける150年の軌跡』中央経済社 2014
- 『財務ディスクロージャ―と会計士監査の進化』中央経済社 2018

### 編著
- 『体系現代会計学 第7巻　会計監査と企業統治』鳥羽至英共責任編集 中央経済社 2011

### 翻訳
- ワンダ・A.ウォーレス『ウォーレスの監査論 自由市場と規制市場における監査の経済的役割』百合野正博,伊予田隆俊,盛田良久, 朴大栄共訳　同文館出版 1991

## 論文
- <千代田邦夫